# Romans królewski
Romans królewski (ang. The Prisoner of Zenda) – amerykański film z 1922 roku w reżyserii Rexa Ingrama. Adaptacja powieści Anthoniego Hope’a pt. Więzień na zamku Zenda.

## Obsada
- Lewis Stone – Rudolf Rassendyll / King Rudolf V
- Alice Terry – księżniczka Flavia
- Robert Edeson – pułkownik Sapt
- Stuart Holmes – książę Michael
- Ramon Novarro – Rupert of Hentzau
- Barbara La Marr – Antoinette de Mauban
- Malcolm McGregor – kapitan Fritz von Tarlenheim
- Edward Connelly – Marshal von Strakencz
- Lois Lee – Countess Helga
- Snitz Edwards – Josef